# Tanypus nigristilus
Tanypus nigristilus är en tvåvingeart som först beskrevs av Jean-Jacques Kieffer 1915.  Tanypus nigristilus ingår i släktet Tanypus och familjen fjädermyggor.
Artens utbredningsområde är Tyskland. Inga underarter finns listade i Catalogue of Life.